# Lowri Morgan
Lowri Morgan (ur. 29 stycznia 1975) – walijska prezenterka telewizyjna, poszukiwaczka przygód i ultramaratonka. Prezentowała relacje S4C z Rajdowych Mistrzostw Świata, flagowy program BBC dotyczący rugby Scrum V oraz program magazynu Uned 5. Morgan jest jednym z nielicznych sportowców, którzy ukończyli niezwykle trudny dystans 350 mil 6633 Ultra w Arktyce i Amazon Ultra Marathon, które zostały nakręcone na potrzeby filmów dokumentalnych.

## Biografia
Morgan pochodzi z Gowerton w Swansea w Walii i kształciła się w Ysgol Gyfun Gŵyr. Była także biegaczką lekkoatletyczną, należała do klubu lekkoatletycznego Swansea Harriers i biegała na 1500 metrów. Morgan studiowała muzykę na Uniwersytecie w Cardiff. Morgan grała na prawicy w uniwersyteckiej drużynie rugby, po wezwaniu do zastąpienia kontuzjowanego zawodnika. Grała w reprezentacji Walii kobiet. Jej więzadła krzyżowe wyleciały z kości piszczelowej, a lekarze musieli usunąć rozdartą wkładkę kolanową, przez co następny rok spędziła na wózku inwalidzkim.
Kontynuowała karierę w telewizji. Morgan jest prezenterką relacji S4C z Rajdowych Mistrzostw Świata i obecnym gospodarzem serialu telewizyjnego ITV Helimeds. Prezentowała także program dla nastolatków Uned 5, którego jeden z artykułów przedstawiał ją jako jedną z 80 osób udających się na wrak RMS Titanic. W 2004 roku odwiedziła wrak HMS Oxford w ramach filmu dokumentalnego pt. Chwilio am Long Harry Morgan. Morgan pojawiła się także w nowej serii podcastów Rebel Girls opartej na książce Goodnight Stories for Rebel Girls i udzieliła narracji w odcinku zatytułowanym „Aisholpan Nurgaiv”.
Morgan brała udział w ultramaratonach, w tym w maratonie amazońskim i maratonie arktycznym 6633 na dystansie 350 mil. Była jedną z sześciu osób, które ukończyły Maraton Amazonki. Podczas ostatniego maratonu Morgan doznała złamań naprężeniowych stóp i musiała używać kul. Jako jedyna ukończyła maraton, kilku jej konkurentów wycofało się na trzy dni przed jego zakończeniem. Wydarzenia zostały sfilmowane na potrzeby serialu dokumentalnego Rasyn Erbyn Amser, którego producentem była Morgan. Obydwa seriale zdobyły kilka nagród, w tym najwyższe wyróżnienie na Celtic Media Festival, a Morgan otrzymała nagrodę dla najlepszego prezentera podczas rozdania nagród BAFTA Cymru Awards 2012 i najlepszego serialu dokumentalnego.

## Życie osobiste
Morgan jest żoną Siona Jonesa, który również pracuje w telewizji. Ma jedno dziecko. Morgan była wcześniej członkinią Narodowego Chóru Młodzieżowego i Orkiestry Walii. Otrzymała stypendium honorowe i uzyskała tytuł magistra na Uniwersytecie Swansea w lipcu 2012 r.